# Google Play Pass
A Google Play Pass egy játék- és alkalmazás-előfizetési szolgáltatás, amelyet a Google kínál Android készülékeken. A szolgáltatás 2019. szeptember 23-án indult az Egyesült Államokban, Magyarországon 2020. szeptember 30-án vált elérhetővé.

A Google Play Pass globális elérhetősége

Az előfizetők hirdetések és alkalmazáson belüli vásárlások nélkül férhetnek hozzá a katalógusban megtalálható alkalmazásokhoz és játékokhoz, havi 4,99 USD-ért. A programban több, mint 350 alkalmazás és játék található, a fejtörőktől a podcastokig. Nincsenek hirdetések vagy alkalmazáson belüli vásárlások. Egy előfizetés öt családtaggal is megosztható.
A fejlesztők számára a program meghívásos alapú.

## Lásd még
- Apple Arcade

## Fordítás
- Ez a szócikk részben vagy egészben  a   Google Play Pass című angol Wikipédia-szócikk fordításán alapul.  Az eredeti cikk szerkesztőit annak laptörténete sorolja fel. Ez a jelzés csupán a megfogalmazás eredetét és a szerzői jogokat jelzi, nem szolgál a cikkben szereplő információk forrásmegjelöléseként.